# Lino Arce
Lino Alejandro Arce (Tartagal, 10 de noviembre de 1976) es un futbolista argentino. Juega de defensor y su actual equipo es el Club Deportivo Mandiyú de la Argentina.

## Clubes
| Club                        | País      | Año               |
| --------------------------- | --------- | ----------------- |
| Racing Club                 | Argentina | 1997-1999         |
| Almagro                     | Argentina | 1999-2000         |
| Italiano                    | Argentina | 2000-2001         |
| Juventude                   | Brasil    | 2002              |
| Brown (A)                   | Argentina | 2002-2003         |
| Almirante Brown             | Argentina | 2003-2006         |
| San Telmo                   | Argentina | 2006-2007         |
| Flandria                    | Argentina | 2007-2009         |
| Estudiantes (BA)            | Argentina | 2009-2010         |
| El Porvenir                 | Argentina | 2010-2011         |
| Sacachispas                 | Argentina | 2011              |
| Jorge Gibson Brown          | Argentina | 2011 - 2012       |
| Futbol Club Tres Algarrobos | Argentina | 2013 - actualidad |